# Apogon cyanotaenia
Apogon cyanotaenia es una especie de pez de la familia de los apogónidos en el orden de los perciformes. 

## Hábitat
Es una especie marina.

## Distribución geográfica
Se encuentran en Indonesia.